# Niedersächsische Ehrenamtskarte
Die niedersächsische Ehrenamtskarte wird an Personen ausgegeben, die ein Ehrenamt bekleiden. Sie soll das ehrenamtliche Engagement in Niedersachsen fördern.

## Hintergrund
Die Ehrenamtskarte Niedersachsen/Bremen wurde 2007 durch die Länder Niedersachsen und Bremen eingeführt. Sie wird gemeinsam mit den niedersächsischen Kommunen herausgegeben. Sie ist die einzige länderübergreifende Ehrenamtskarte Deutschlands und gilt in Bremen und Niedersachsen. Beide Länder kooperieren bei der Ausgabe. Die Karte kann über den FreiwilligenServer Niedersachsen für beide Länder digital beantragt werden und wird sowohl in digitaler Form per App auf einem Smartphone als auch zugleich als Plastikkarte ausgegeben. Die Inhaber der Karte erhalten Vergünstigungen beim Besuch städtischer und privater Einrichtungen, Veranstaltungen und können viele Rabatte wahrnehmen. Die Karte ist personenbezogen und kann nicht auf andere übertragen werden. Sie ist drei Jahre gültig und verlängerbar. Inhaber der niedersächsischen Ehrenamtskarte mit Wohnsitz in der Region Hannover erhalten für 30,40 Euro im Monat ein vergünstigtes Deutschlandticket.

## Voraussetzungen
Wer die Karte beantragt, muss eine freiwillig gemeinwohlorientierte Tätigkeit ohne Bezahlung von mindestens fünf Stunden in der Woche bzw. 250 Stunden im Jahr leisten. Dieses Engagement soll bereits seit mindestens zwei Jahren bestehen oder seit Bestehen der jeweiligen Organisation stattfinden und auch in Zukunft fortgesetzt werden. Die Tätigkeit kann in Niedersachsen/Bremen oder außerhalb dieser Länder erfolgen. 
Inhaber der Jugendleitercard können die Karte ohne den Nachweis von Stunden beantragen. Dasselbe gilt für aktiv Engagierte bei der Feuerwehr, dem Katastrophenschutz und den Rettungsdiensten. Hier ist der Nachweis der abgeschlossenen Truppmannausbildung beziehungsweise Grundausbildung erforderlich.

## Kritik
Der Landesjugendring kritisierte 2008 die Ehrenamtskarte, weil die Belange der Jugendleiter-Card (Juleica) nicht ausreichend berücksichtigt würden.